# Kanton Saint-Savinien
Der Kanton Saint-Savinien war bis 2015 ein französischer Wahlkreis im Département Charente-Maritime und in der damaligen Region Poitou-Charentes. Er umfasste elf Gemeinden im Arrondissement Saint-Jean-d’Angély; sein Hauptort (frz.: chef-lieu) war Saint-Savinien. Die landesweiten Änderungen in der Zusammensetzung der Kantone brachten im März 2015 seine Auflösung. Vertreter im Generalrat des Départements war zuletzt für die Jahre 2008–2015 Jean-Claude Godineau (UDI).
Der Kanton Saint-Savinien war 166,25 km2 groß und hatte 7511 Einwohner (Stand: 2012).

## Gemeinden
| Gemeinde       | Einwohner Jahr | Fläche km² | Bevölkerungsdichte | Code INSEE | Postleitzahl |
| -------------- | -------------- | ---------- | ------------------ | ---------- | ------------ |
| Annepont       | 358 (2013)     | 8,81       | 41 Einw./km²       | 17011      | 17350        |
| Archingeay     | 694 (2013)     | 16,61      | 42 Einw./km²       | 17017      | 17380        |
| Bords          | 1.321 (2013)   | 15,47      | 85 Einw./km²       | 17053      | 17430        |
| Champdolent    | 401 (2013)     | 12,02      | 33 Einw./km²       | 17085      | 17430        |
| Fenioux        | 152 (2013)     | 9,36       | 16 Einw./km²       | 17157      | 17350        |
| Grandjean      | 273 (2013)     | 6,1        | 45 Einw./km²       | 17181      | 17350        |
| Le Mung        | 300 (2013)     | 7,52       | 40 Einw./km²       | 17252      | 17350        |
| Les Nouillers  | 655 (2013)     | 24,15      | 27 Einw./km²       | 17266      | 17380        |
| Saint-Savinien | 2.452 (2013)   | 47         | 52 Einw./km²       | 17397      | 17350        |
| Taillant       | 182 (2013)     | 4,96       | 37 Einw./km²       | 17435      | 17350        |
| Taillebourg    | 744 (2013)     | 14,25      | 52 Einw./km²       | 17436      | 17350        |